# 고미네 다카유키
고미네 다카유키(일본어: 小峯 隆幸, 1974년 4월 25일 ~ )는 일본의 전 축구 선수이다.

## 구단 경력
과거 FC 도쿄, 베갈타 센다이, 가시와 레이솔, 도쿠시마 보르티스, FC 기후에서 활동하였다.